# Alashiya
Alashiya ou Alasiya était un État important, vers le milieu et la fin de l'âge du bronze, dans l'Est de la mer Méditerranée. Il était une source d'approvisionnement, notamment en cuivre, pour l'Égypte antique et le Proche-Orient. De nombreux textes parmi ceux ayant été découverts mentionnent ce nom et le consensus est que Alashiya est l'ancien nom de Chypre, ou d'une partie de Chypre. Les analyses archéologiques réalisées par l'université de Tel Aviv des tablettes d'argile qui ont été envoyées d'Alashiya à d'autres États tendent à prouver ce fait.

## Textes
Le nom de l'État translittéré comme « Alashiya » se retrouve dans de nombreux textes écrits en égyptien ancien, en hittite, en akkadien, en linéaire B (le langage de la civilisation mycénienne) et en ougaritique. Il correspond à l'Elishah (en) biblique. Certaines des lettres d'Amarna proviennent de rois ou de ministres d'Alashiya ; elles concernent majoritairement la quantité de cuivre que Alashiya a envoyé et des demandes de minerai d'argent ou d'ivoire en échange. Une lettre indique une quantité de 500 talents de cuivre (l'équivalent de 12,5 tonnes probablement) et s'excuse d'avoir envoyé si peu de cuivre. Le roi d'Alashiya appelle Pharaon son frère, pour indiquer qu'il le considère comme un égal, eu égard de la puissance de son royaume. Le Papyrus Anastasi IV, écrit plusieurs siècles plus tard, mentionne également que du cuivre (et des vaches) a été envoyé d'Alashiya vers l'Égypte.
Ainsi, la localisation d'Alashiya se doit d'être un site possédant une production de cuivre conséquente durant la fin de l'âge du bronze. Certains textes contiennent également d'autres indices ; les lettres d'Amarna atteste l'existence d'un navire appartenant au roi d'Alashiya, et fait référence à la prise par les hommes de Lukka (en) (probablement la Lydie, les Égyptiens les classent parmi les peuples de la mer) de villages d'Alashiya.
Dans une autre correspondance, le roi d'Ougarit implore l'aide du roi d'Alashiya pour défendre Ougarit des peuples de la mer. Un autre document d'Ougarit témoigne du bannissement de deux princes des « terres d'Alashiya ». Enfin, un dernier texte trouvé à Ougarit pourrait contenir un indice supplémentaire sur la localisation précise de la capitale d'Alashiya ; cependant, le mot employé pourrait être traduit à la fois par « rivage », comme ce qui se fait usuellement, ou par montagne, selon d'autres auteurs.
La fin de l'histoire d'Ounamon raconte comment Ounamon, un prêtre égyptien, a été dévié de son retour maritime depuis Byblos jusqu'à l'Égypte vers Alashiya. Il narre comment il a failli être tué par une foule hostile, mais que Hatbi, « princesse de la ville », le sauva.
Les derniers textes qui se réfèrent à Alashiya proviennent de l'Empire hittite, dans l'actuelle Turquie, et se vante d'avoir soumis par la force le pays d'Alashiya. Cependant, comme tous les rapports militaires antique, il est difficile de dégager une vérité historique, qui permette de déterminer le véritable devenir d'Alashiya.

## Identification

Carte montrant l'extension approximative des principaux royaumes du Moyen-Orient au

Au vu des sources antiques, Alashiya doit se trouver à un endroit où il y avait une production de cuivre conséquente à l'âge du bronze, et être sur la côte méditerranéenne.
Certains chercheurs ont suggéré certains sites de Syrie ou de Turquie, mais il est désormais généralement admis qu'Alashiya se rapporte à au moins une partie de l'île de Chypre. Plus particulièrement, le site d'Enkomi est souvent cité comme capitale d'un royaume d'Alashiya qui comprendrait toute l'île.
Cette identification d'Alashiya à Chypre a été confirmé en 2003 par une publication dans l'American Journal of Archaeology par Goren et al. qui détaille l'analyse chimique et pétrographique d'un grand nombre de lettres d'Amarna et d'Ougarit, envoyées depuis Alashiya. Ces analyses, qui concernent l'origine de l'argile, excluent la Syrie pour la localisation d'Alashiya, là où Chypre se révèle correspondre beaucoup plus. En revanche, ces analyses ont montré que l'argile ne provenait pas d'un endroit proche du site d'Enkomi mais plutôt de Kalavasos (en) et d'Alassa (ce nom étant potentiellement relié étymologiquement à Alashiya). Ces sites étaient également d'importants lieux de l'âge de bronze tardif, et sont situés à proximité de gisements de cuivre.
De plus, Armstrong expose qu'il y a des preuves non négligeables de changements politiques au sein de l'île, et que jamais une autorité unique et centralisée comprenant l'ensemble de Chypre n'a laissé de traces ou n'a encore été découverte.
Il est de ce fait incertain que le royaume d'Alashiya ait jamais gouverné la totalité de Chypre depuis Enkomi, comme il est incertain que cette capitale se soit déplacée ou qu'Alashiya ait jamais gouverné davantage qu'une partie de l'île.